# Tu viện Nhà thờ Thánh Gioan, Warszawa
Tu viện Nhà thờ St. John, Warsaw (tiếng Ba Lan: Pałac Dziekana w Warszawie) là một tòa nhà lịch sử nằm trên ulica Dziekania (Phố Deanery) ở Phố cổ Warsaw, Ba Lan.
Từ năm 2016, nơi đây đã trở thành nhà của Bảo tàng Tổng giáo phận Warsaw.

## Lịch sử
Trong thế kỷ XIV, như đã đề cập trong các nguồn lịch sử của năm 1339, địa điểm hiện tại của tu viện là vị trí của cựu xứ của Nhà thờ St. John.
Tòa nhà của tu viện bằng gạch được xây dựng tại thời điểm chuyển giao thế kỷ XV và XVI về một âm mưu lớn nhượng quyền đất bởi Lâu đài Hoàng gia. Năm 1607 tòa nhà bị cháy trong một vụ cháy thành phố. Ba năm sau, nó được xây dựng lại làm nơi ở cho Dean J. Raciborski. Vào thế kỷ 18, đây là nơi có một chủng viện thần học. Vào năm 1838, khuôn viên của cung điện đã bị thu hẹp theo hướng Lâu đài, và vào năm 1844, tòa nhà đã được chuyển đổi thành một ngôi nhà chung cư. Vào năm 1870-1939, Hiệu trưởng chứa các văn phòng và nhân viên của Lâu đài.
Trong cuộc nổi dậy Warsaw năm 1944, tòa nhà bị thiệt hại đáng kể. Chỉ còn vài mảnh nhỏ của tầng trệt và tầng một còn tồn tại. Hầu như tất cả các kiến trúc trên đường phố Dziekania (Tu viện), bao gồm Nhà thờ St. John, đã bị phá hủy bởi vụ nổ của mỏ Goliath của Đức.
Vào năm 1966-68, Tu viện được xây dựng lại theo thiết kế của Stanisław Marzyski, với vể bề ngoài có phần được sửa đổi so với trước chiến tranh.

Từ năm 2016, Tu viện đã trở thành nhà của Bảo tàng Tổng giáo phận Warsaw. 

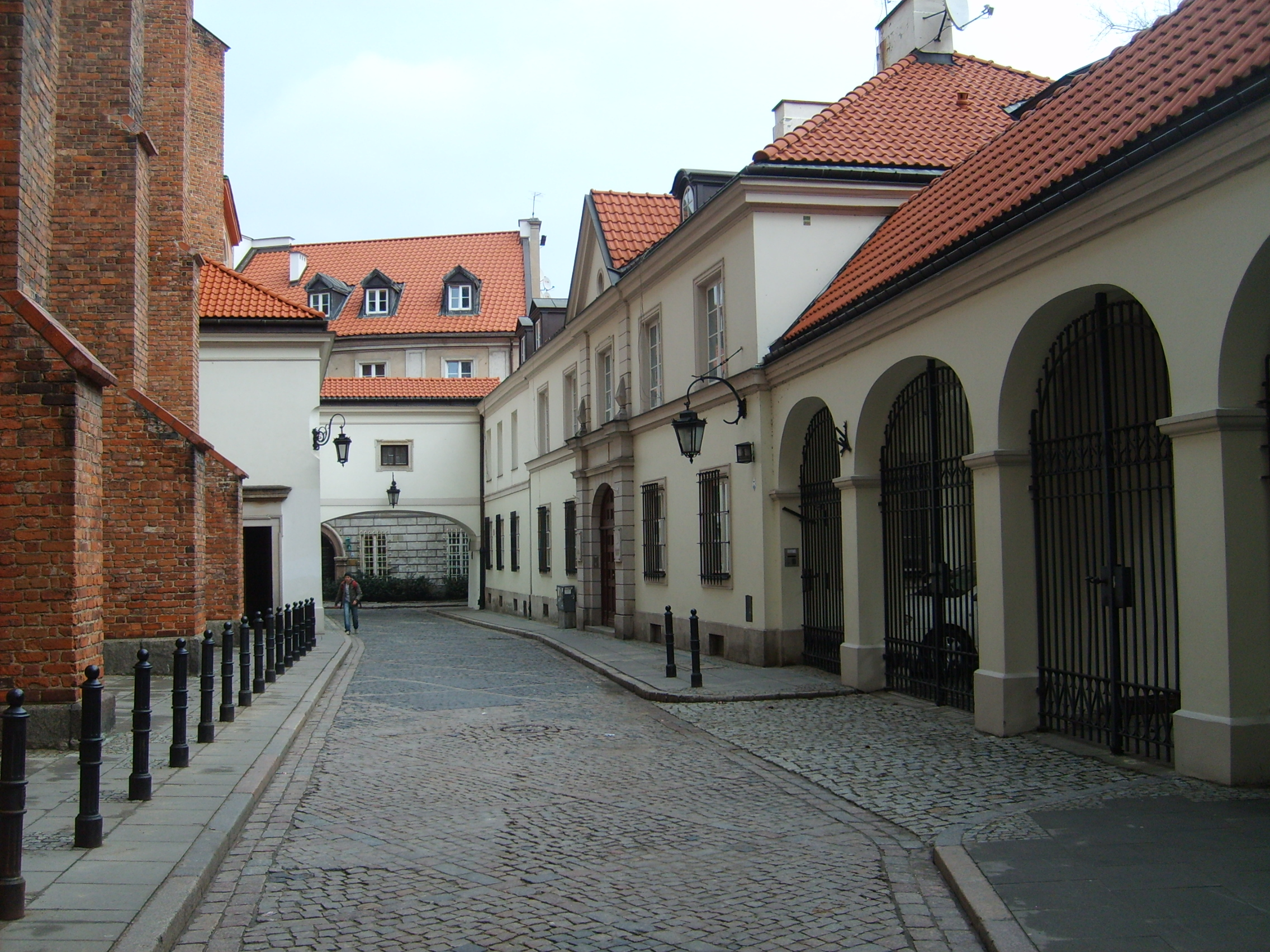
Phố tu viện, với tu viện ở bên phải
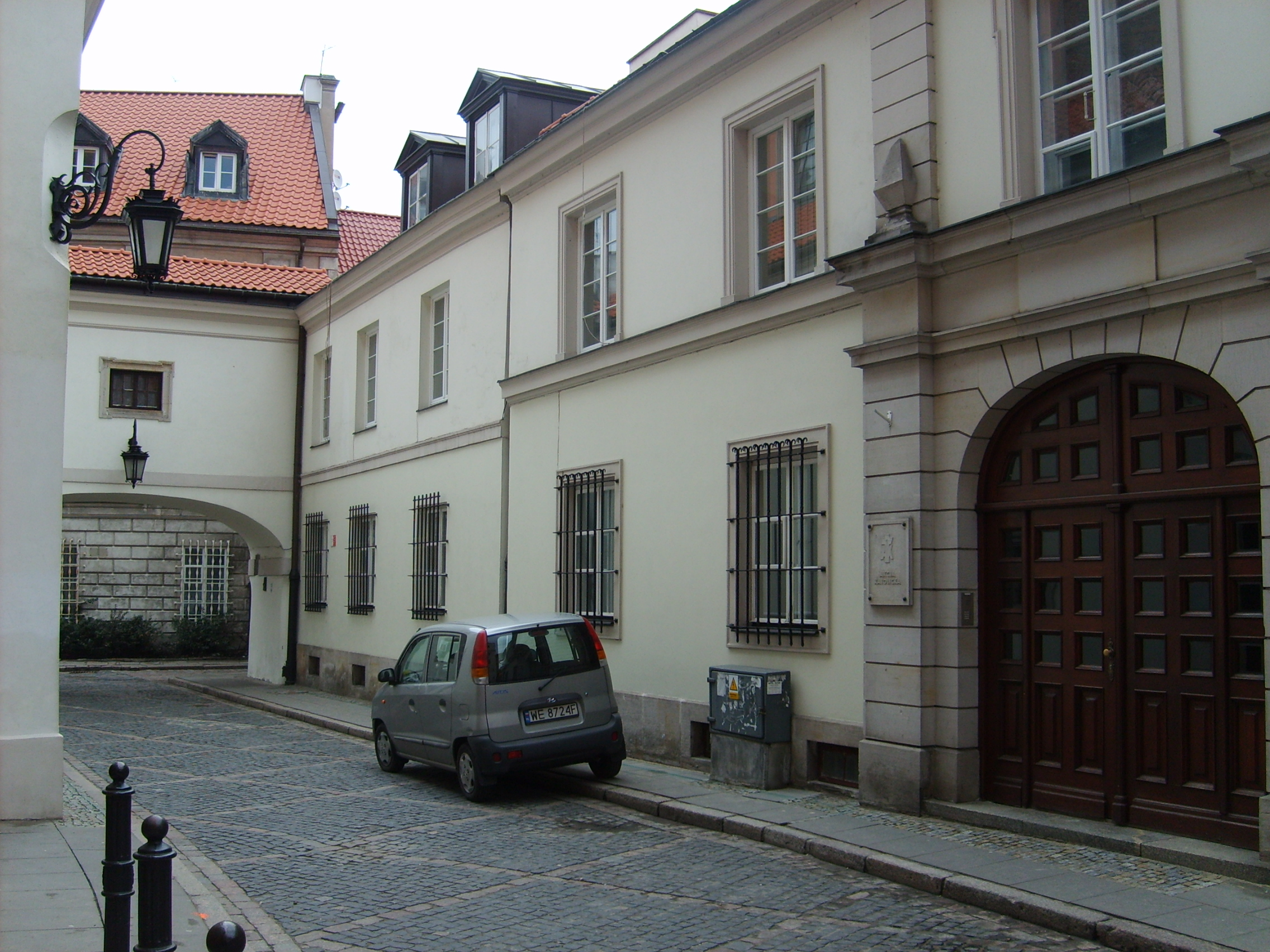
Mặt tiền của khoa
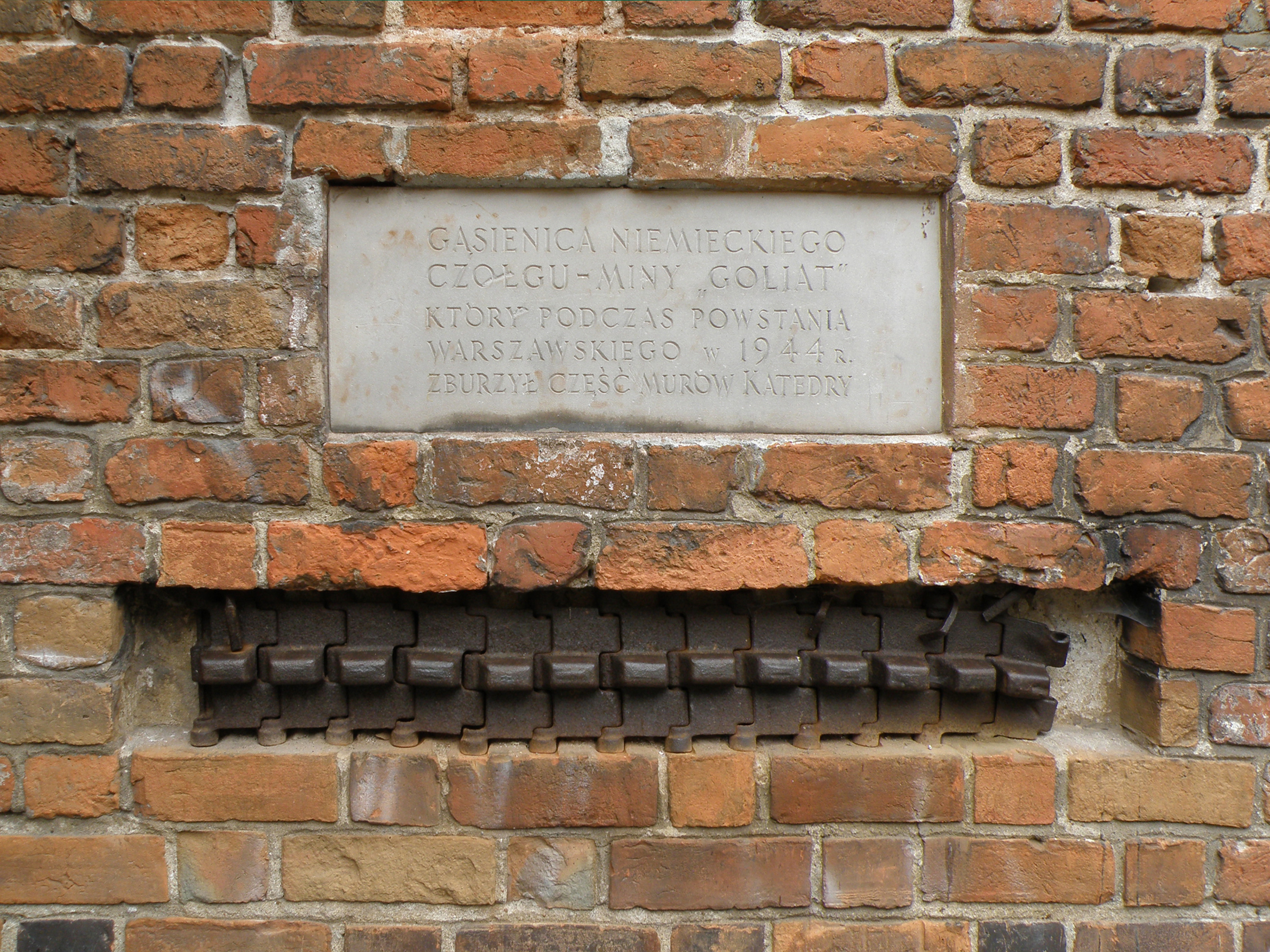
Một mảng kỷ niệm sau khi mỏ Goliath nổ